# Bruchem
Bruchem é uma cidade na municipalidade de Zaltbommel, na província de Guéldria, nos Países Baixos, e está situada a 11 km ao norte de 's-Hertogenbosch.
Em 2005, a cidade de Bruchem tinha uma população estimada em 1.350 habitantes, com aproximadamente 332 residências em sua área urbana de 0.25 km².